# 7 (musikalbum)
7 är det tredje albumet från det brittiska ska/popbandet Madness. Det släpptes 1981 och nådde en femteplacering i Storbritannien. I Sverige låg den en vecka på albumlistan, på en fyrtioförsta (41) plats.

## Låtlista

### Sida 1
1. "Cardiac Arrest" (Chas Smash, Christopher Foreman) – 2:52
2. "Shut Up" (Graham McPherson, Foreman) – 4:07
3. "Sign of the Times" (McPherson, Michael Barson) – 2:43
4. "Missing You" (McPherson, Barson) – 2:32
5. "Mrs. Hutchinson" (Barson) – 2:17
6. "Tomorrow's Dream" (Lee Thompson, Barson) – 3:54

### Sida 2
1. "Grey Day" (Barson) – 3:40
2. "Pac-A-Mac" (Thompson, Barson) – 2:37
3. "Promises Promises" (Thompson, Barson) – 2:52
4. "Benny Bullfrog" (Thompson, Foreman) – 1:51
5. "When Dawn Arrives" (Thompson, Barson) – 2:43
6. "The Opium Eaters" (Barson) – 3:03
7. "Day on the Town" (McPherson, Foreman) – 3:24

## Medverkande
- Graham McPherson – sång
- Michael Barson – keyboard, piano, harpa, orgel, vindspel, marimba, slagverk
- Christopher Foreman – gitarr
- Mark Bedford – basgitarr
- Lee Thompson – saxofon, ljudeffekter, sång (ledsång på "Benny Bullfrog")
- Daniel Woodgate – trummor, congas
- Chas Smash – sång, trumpet, orgel